# EBANX
EBANX é uma fintech brasileira, figurando juridicamente como I.P.: Instituição de Pagamento, fundada em 2012 que oferece soluções de pagamento que conecta consumidores latino-americanos a empresas globais. Foi considerada em 2018 a líder em pagamentos internacionais no Brasil.
Em abril de 2019, o EBANX lançou o EBANX Pagamentos, serviço de processamento local de pagamentos, para empresas que vendem localmente.
Em outubro do mesmo ano, o EBANX se tornou o primeiro unicórnio da região sul do Brasil, nome dado às startups cujo valor de mercado ultrapassam 1 bilhão de dólares.
Ainda em 2019, a fintech passou a fazer parte do projeto Cidades do Futuro, da Visa, cujo objetivo é impulsionar a adoção de meios eletrônicos de pagamento no Brasil. Com isso, o EBANX entrou no mercado offline, de POS (ponto de venda, ou point of sale, em inglês).
Em janeiro de 2020, foi iniciado o período de testes do EBANX Go, primeiro produto da companhia voltado para pessoas físicas. A  conta digital com a função de cartão pré pago, permite que clientes usem o cartão como cartão de crédito desde que haja saldo suficiente na conta para a realização de compras na internet.
Em maio de 2021, a fintech anunciou uma série de mudanças em sua alta liderança. João Del Valle, até então COO, passou a assumir o cargo de CEO, posto ocupado durante 9 anos por Alphonse Voigt. Voigt passa a responder como presidente-executivo, liderando o conselho administrativo da empresa. Wagner Ruiz, deixou o posto de CFO que ocupou por 9 anos e passou a cuidar de assuntos regulatórios, gestão de risco e parcerias estratégicas como o novo CRO (Chief Risk Officer)
No mês de junho de 2022, a empresa anunciou a demissão de 20% do seu quadro de funcionários no Brasil.
Dentre os prêmios recebidos pela companhia, é possível citar o prêmio EY de Empreendedor do Ano (EY, na categoria Emerging) e o Prêmio Endeavor (O Pulo do Gato).
A fim de proporcionar às empresas internacionais que pretendam vender aos consumidores indianos uma infra-estrutura de pagamentos comerciais transfronteiriços, o Ebanx e o Yes Bank estabeleceram uma colaboração. Os clientes indianos podem agora utilizar os cartões RuPay e a Interface Unificada de Pagamentos (UPI) para fazer compras utilizando moeda local através do sistema Ebanx. A Ebanx está a lançar serviços de pagamento comercial na Índia, os primeiros na região asiática.